# Земляна черепаха пласка
Земляна черепаха пласка (Heosemys depressa) — вид черепах з роду Земляна черепаха родини Азійські прісноводні черепахи. Інша назва «араканська лісова черепаха». Міжнародний союз охорони природи відніс цих черепах до видів, що знаходиться на межі зникнення.

## Опис
Загальна довжина карапаксу досягає 24,2—26,3 см. Голова середнього розміру, витягнута. Морда опукла. Щелепа звужена. Карапакс досить плаский з невеликим кілем, ширший після середини. Пластрон досить широкий та плаский. Перетинка між карапаксом й пластроном довга.
Голова черепахи сіра. Шия, кінцівки, хвіст жовтувато—коричневого забарвлення. Колір карапакса коливається від світло—коричневого до горіхово—коричневого з темним малюнком, що складається зі смуг, трикутників, ліній. Пластрон жовтий або жовто—коричневий з темно—коричневими або чорними трикутниками, галочками й плямами. Перетинка зазвичай темно—коричневого або чорного кольору.

## Спосіб життя
Полюбляє вологу місцевість. більшу частину життя проводить на суходолі. Ховається у норах, що самостійно риє. харчується рослинами фруктами, іноді земляними хробаками, дрібними гризунами.
Самиця відкладає до 3 яєць. Інкубаційний період триває до 80 днів.

## Розповсюдження
Мешкає у провінції Аракан М'янма.